# Frederik Læssøe
Verner Hans Frederik Abrahamson Læssøe, född 23 september 1811, död 25 juli 1850, var en dansk officer. Han var dotterson till den danske författaren V.H.F. Abrahamson samt bror till Kristian Frederik och Thorald Læssøe.

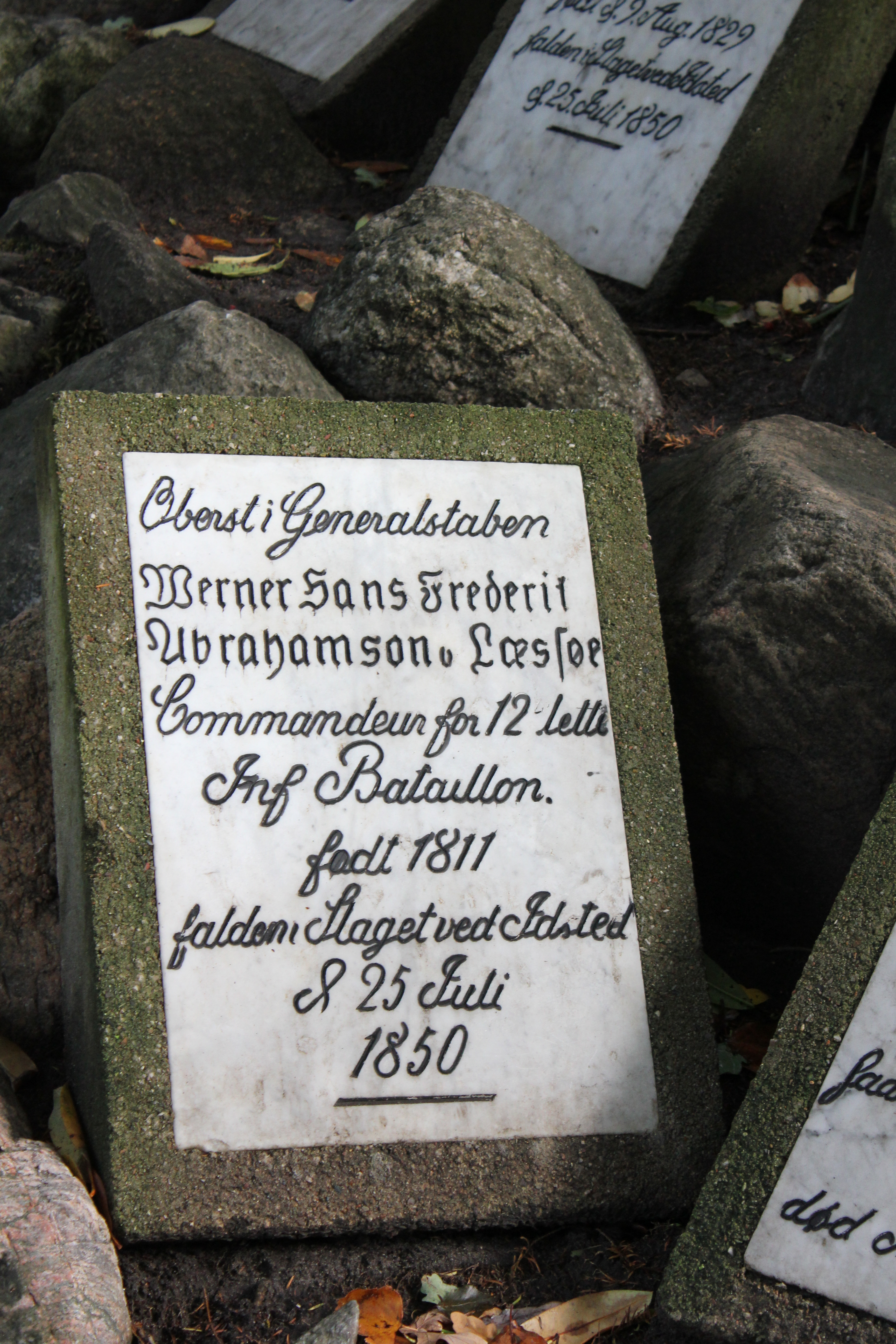
Gravsten.

Læssøe blev 1830 löjtnant vid ett infanteriregemente, var 1832–1836 elev vid krigshögskolan och anställdes därefter i generalstaben, där han 1842 befordrades till kapten. Under flera år var han sysselsatt med mätnings- och kartarbeten, vilka i en senare tid kom Hedeselskabets vattenledningsplaner till godo, och tjänstgjorde 1844–1845 som lärare vid krigshögskolan, men avlägsnades från denna plats, emedan hans alltför stora självständighet gjorde honom mindre omtyckt av förmän, i synnerhet som han i politiskt hänseende lutade åt det nationalliberala partiet. 
I mars 1848 blev Læssøe stabschef vid hären samt utövade stort inflytande på dess ledning i slagen vid Slesvig och Dybböl. Den 13 april 1849 avskedades Læssøe emellertid från stabschefsplatsen, emedan hans uppfattning av sättet för krigföringen alltför mycket avvek från den, som hystes av krigsministern Hansen, vilken ständigt ingrep i överkommandots beslut. Flottans olyckliga expedition till Eckernförde begagnade Hansen som förevändning att undantränga Læssøe, fastän denne ej hade någon särskild skuld i nämnda missöde. 
Kort därpå fick Læssøe – som i augusti 1848 blivit överstelöjtnant – på Olaf Ryes hemställan befälet över en bataljon, vilken han med stor duglighet anförde under återtåget genom Jylland; han stannade med densamma på Helgenæs, då Ryes övriga kår fördes till Fredericia i juli 1849. I slaget vid Isted stupade Læssøe, under anfallet på Grydeskov. Minnessten över Læssøe restes i Kolding 1907.

## Utmärkelser
- Riddare av Dannebrogorden,  1848[2]
- Dannebrogsmännens hederstecken,  1849[2]

[Redigera Wikidata]